# Теорема Веддерберна
Теорема Веддерберна — твердження в абстрактній алгебрі про те, що довільне скінченне асоціативне тіло з одиницею є комутативним, тобто є полем. Теорема названа на честь англійського математика Джозефа Веддерберна.

## Доведення
Позначимо F скінченне асоціативне тіло з одиницею характеристики p, Z його центр, a q = pf кількість елементів у Z. Якщо розмірність F як лінійного простору над Z рівна n то F має qn елементів. Мультиплікативну групу F* ненульових елементів тіла F можна розбити на класи еквівалентності щодо такого відношення еквівалентності:
елементи x1 і x2 групи F* є спряженими, якщо існує такий елемент y групи F*, що x2 = y−1x1y.
Для {\displaystyle x\in F^{*}} позначимо N(x) централізатор елемента x (щодо множення), тобто множину елементів F, що комутують з x. N(x) є підтілом в F, що містить Z. Якщо {\displaystyle \delta (x)} є розмірністю векторного простору N(x) над Z, то N(x) має {\displaystyle q^{\delta (x)}} елементів. Число n ділиться на {\displaystyle \delta (x)} і {\displaystyle \delta (x)<n\;} для {\displaystyle x\not \in Z}.
Кількість елементів групи F* спряжених з x рівна індексу групи N(x)* в F*, або
{\displaystyle {\frac {q^{n}-1}{q^{\delta (x)}-1}}},
тому: (*) {\displaystyle q^{n}-1=q-1+\sum \limits _{x}{\frac {q^{n}-1}{q^{\delta (x)}-1}}},
де сума здійснюється по деякому набору представників класів еквівалентності нецентральних елементів з F*.
Припустимо n > 1 і нехай
{\displaystyle P(T)=\prod \limits _{\zeta }(T-\zeta )},
де множення здійснюється по всіх первісних коренях {\displaystyle \zeta \;} n-того степеня з одиниці в полі комплексних чисел. Цей многочлен називається многочленом поділу кола. Якщо число {\displaystyle \delta } ділить n i не є рівним n, то многочлен P ділить як {\displaystyle T^{n}-1} так і
{\displaystyle {\frac {T^{n}-1}{T^{\delta }-1}}}.
З (*) отримуємо, що також P (q) | q — 1 і, як наслідок {\displaystyle |P(q)|\leq q-1.} З іншої сторони кожен множник в добутку
{\displaystyle P(q)=\prod \limits _{\zeta }(q-\zeta )}
має абсолютне значення більше від q — 1 і відповідно {\displaystyle |P(q)|>q-1.}
Тому n = 1 і F = Z, тобто F є полем.